# Capcom World: Adventure Quiz
Cet article possède un paronyme, voir Capcom World.
Capcom World: Adventure Quiz est un jeu vidéo de quiz, développé et commercialisé par Capcom. Il est sorti en novembre 1989 sur système d'arcade Mitchell. Il est porté en 1992 sur PC-Engine Super CD-ROM²,.

## Portage
Capcom World: Adventure Quiz est porté en 1992 sur PC-Engine Super CD-ROM² sous le titre Adventure Quiz Capcom World: Hatena no Daibouken

## Suite
Capcom a créé deux suites de Capcom World: Adventure Quiz :
1. Hatena? no Daibōken: Adventure Quiz 2
2. Capcom World 2: Adventure Quiz